# The Importance of Being Emma
De l'importance d'être Emma
The Importance of Being Emma (littéralement : De l'importance d'être Emma) est un roman de Juliet Archer publié en 2008, moderne adaptation de celui de Jane Austen, Emma. Il est le premier d'une série de Choc Lit (« Littérature chocolat ») qui doit contenir une adaptation au XXIe siècle de tous les grands romans de Jane Austen, le suivant étant Persuade Me, adaptation de Persuasion.

## Choix du titre
Le titre évoque à la fois celui du roman de Jane Austen et celui de la comédie d'Oscar Wilde, The Importance of Being Earnest (L'Importance d'être Constant).

## Synopsis
Emma Woodhouse, « riche, adorable et intelligente » (rich, lovely and clever) est âgée de 23 ans. C'est la fille d'un patron de l'industrie alimentaire qui rentre de Harvard avec un MBA en poche. L'esprit rempli d'idées innovantes, elle revient pour redorer le blason de l'entreprise familiale, la Highbury Foods, dont elle doit prendre le poste de Directeur du marketing. Mais elle est jeune et naïve encore, et Mr Knighley, de la Donwell Organics (il se prénomme Mark) est chargé par son père de la conseiller.
Lui qui l'avait connue des années auparavant et l'appelait alors « la souris » (The Mouse) est frappé des changements qui se sont opérés en elle, avec ses « longues jambes, que révèle la lumière de la fenêtre, ainsi que les lignes et les courbes parfaites » de son corps (long legs silhouetted against the window, lines and curves in perfect proportion). On est alors parti pour 398 pages de malentendus, d'émotions cachées, et d'une tension sexuelle qui ne peut s'ignorer...